# ایدن ولی (مینه‌سوتا)
ایدن ولی، مینه‌سوتا (به انگلیسی: Eden Valley, Minnesota) یک شهر در ایالات متحده آمریکا است که در مینه‌سوتا واقع شده‌است.

## خصوصیات
ایدن ولی ۳٫۱۶ کیلومترمربع مساحت و ۱٬۰۴۲ نفر جمعیت دارد و ۳۴۰ متر بالاتر از سطح دریا واقع شده‌است.